# 네델코 차브리노비치
네델코 차브리노비치(세르비아어: Недељко Чабриновић / Nedeljko Čabrinović, 1895년 2월 2일 오스트리아-헝가리 제국(현재의 보스니아 헤르체고비나) 사라예보 ~ 1916년 1월 20일 오스트리아-헝가리 제국(현재의 체코) 테레진)는 세르브계 보스니아인 활동가이다. 범슬라브주의 혁명 조직인 청년 보스니아, 흑수단에서 활동했으며 사라예보 사건과 관련된 인사 가운데 한 사람이기도 하다.

## 어린 시절
오스트리아-헝가리 제국의 지배를 받고 있던 사라예보에서 다섯 자녀 가운데 장남으로 태어났다. 그의 아버지는 사라예보 교외에서 음식 공급업자로 일했다. 그렇지만 아버지의 무례함, 신체적인 학대에 시달리던 네델코 차브리노비치는 학업을 그만 두고 가출하게 된다. 세르비아 베오그라드에 위치한 인쇄소 직원으로 근무하면서 아나키즘 출판물을 접했다.

## 사라예보 사건
1911년부터 보스니아의 범슬라브주의 혁명 조직인 청년 보스니아의 대원으로 활동했다. 1912년부터는 가브릴로 프린치프가 활동하고 있던 세르비아의 비밀 결사 조직인 흑수단 회원으로 활동했다.
1914년 네델코 차브리노비치는 가브릴로 프린치프를 비롯한 5명의 동료들과 함께 오스트리아-헝가리 제국의 황태자였던 프란츠 페르디난트 폰 외스터라이히에스테 대공, 조피 초테크 폰 호엔베르크 여공작 부부를 암살하려는 계획을 세웠다. 그가 암살 기도를 하기 이전에는 그의 동료였던 가브릴로 프린치프에게 암살당한 프란츠 페르디난트 폰 외스터라이히에스테 대공의 딸인 조피 폰 호엔베르크 여후작과 편지를 교환한 적이 있다.
1914년 6월 28일 가브릴로 프린치프가 사라예보 사건을 일으키기 이전에 프란츠 페르디난트 대공 부부가 타고 있던 차량에 수류탄을 던졌는데 차량 밑에 떨어진 수류탄이 터지면서 16명이 중상을 입었다. 네델코 차브리노비치는 사이안화물 성분이 들어간 캡슐을 삼키고 밀랴츠카강(Miljacka)에 뛰어들어 자살을 시도했지만 실패했고 현장에 있던 경찰에 곧바로 체포되고 만다.
네델코 차브리노비치는 오스트리아-헝가리 제국 당국으로부터 반역, 살인 혐의로 기소되었지만 범행 당시에는 미성년자였기 때문에 사형을 집행할 수 없었고 법원으로부터 징역 20년을 선고받게 된다. 제1차 세계 대전이 진행 중이던 1916년 1월 20일에 테레진 감옥에서 결핵으로 인해 사망했다.